# Hôtel des Tailles
L'hôtel des Tailles est un hôtel particulier situé à Mortagne-au-Perche, en France.

## Localisation
Le monument est situé dans le département français de l'Orne, au no 9 de la rue des Tailles, à Mortagne-au-Perche, à 150 m au nord-ouest de l'église Notre-Dame.

## Architecture
Les façades et les toitures de l'hôtel et des deux pavillons d'entrée, ainsi que le portail d'entrée sont inscrits au titre des monuments historiques depuis le 18 mai 1971.